# Список администраторов НАСА
Администратор Национального управления по аэронавтике и исследованию космического пространства является высшей официальной должностью в НАСА. Администратор принимает различные решения, формируя видение и разрабатывая стратегию НАСА, определяет приоритетные направления исследований и перечень приоритетных космических программ, а также распределение средств на них, и в целом оценивает производительность организации. Непосредственными подчинёнными администратора НАСА являются: заместитель администратора, помощник заместителя администратора, главный инженер, главный информационный директор, директор научного направления и главный технолог.
Администратор НАСА назначается президентом США и утверждается Сенатом. До официального утверждения Сената, обязанности администратора выполняет временный администратор ― если номинанта президента на должность администратора не утверждает Сенат, им становится другое лицо.
Текущим временным администратором НАСА с 9 июля 2025 года является бывший министр транспорта США Шон Даффи.

## История
Должность администратора была введена одновременно с созданием НАСА в 1958 году. Первым администратором стал Томас Кейтс Гленнан, который систематизировал и объединил разрозненные программы по исследованию космического пространства. Дольше всего — почти 10 лет — в должности находился Даниэль Голдин, который наиболее известен внедрением подхода «быстрее, лучше, дешевле».
Единственным администратором, находившимся в должности дважды, был Джеймс Флетчер, вернувшийся в НАСА после катастрофы шаттла «Челленджер». Первой и единственной женщиной в должности администратора являлась Джанет Петро.

## Список администраторов
За всю историю НАСА организацией руководило 14 администраторов. В таблице приведены их имена, портреты, даты пребывания в должности и президенты США, при которых они занимали должность. В случаях, когда один человек являлся администратором при нескольких президентах, был и администратором и временным администратором, или (в случае Джеймса Флетчера) дважды занимал должность, указан общий срок пребывания в должностях.
| №  | Изображение | Имя               | Даты пребывания в должности       | Дней | Президент                                          | Прим.  |
| -- | ----------- | ----------------- | --------------------------------- | ---- | -------------------------------------------------- | ------ |
| 1  |             | Томас Гленнан     | 19 августа 1958 — 20 января 1961  | 885  | Дуайт Эйзенхауэр                                   | [ 3 ]  |
| 2  |             | Джеймс Уэбб       | 14 февраля 1961 — 7 октября 1968  | 2816 | Джон Кеннеди Линдон Джонсон                        | [ 7 ]  |
| 3  |             | Томас Пэйн        | 21 марта 1969 — 15 сентября 1970  | 707  | Линдон Джонсон Ричард Никсон                       | [ 8 ]  |
| 4  |             | Джеймс Флетчер    | 27 апреля 1971 — 1 мая 1977       | 3258 | Ричард Никсон Джеральд Форд Джимми Картер          | [ 9 ]  |
| 5  |             | Роберт Фрош       | 21 июня 1977 — 20 января 1981     | 1309 | Джимми Картер                                      | [ 10 ] |
| 6  |             | Джеймс Беггс      | 10 июля 1981 — 4 декабря 1985     | 1608 | Рональд Рейган                                     | [ 11 ] |
| 7  |             | Джеймс Флетчер    | 12 мая 1986 — 8 апреля 1989       | 3258 | Рональд Рейган Джордж Буш-старший                  | [ 9 ]  |
| 8  |             | Ричард Трули      | 1 июля 1989 — 31 марта 1992       | 1052 | Джордж Буш-старший                                 | [ 12 ] |
| 9  |             | Дэниэль Голдин    | 1 апреля 1992 — 17 ноября 2001    | 3571 | Джордж Буш-старший Билл Клинтон Джордж Буш-младший | [ 13 ] |
| 10 |             | Шон О'Кифи        | 21 декабря 2001 — 11 февраля 2005 | 1148 | Джордж Буш-младший                                 | [ 14 ] |
| 11 |             | Майкл Гриффин     | 14 апреля 2005 — 20 января 2009   | 1377 | Джордж Буш-младший                                 | [ 15 ] |
| 12 |             | Чарльз Болден     | 17 июля 2009 — 20 января 2017     | 2744 | Барак Обама                                        | [ 16 ] |
| 13 |             | Джим Брайденстайн | 23 апреля 2018 — 20 января 2021   | 1003 | Дональд Трамп                                      | [ 17 ] |
| 14 |             | Билл Нельсон      | 3 мая 2021 — 20 января 2025       | 1358 | Джо Байден                                         | [ 18 ] |

## Список временных администраторов
В таблице приведена аналогичная информация о временных администраторах. Если лицо было и администратором, и временным администратором, в этой таблице указано только общее время пребывания в должности временного администратора.
| №  | Изображение | Имя                  | Даты пребывания в должности                             | Дней | Президент                    | Прим.  |
| -- | ----------- | -------------------- | ------------------------------------------------------- | ---- | ---------------------------- | ------ |
| 1  |             | Хью Драйден          | 11 января 1961 — 14 февраля 1961                        | 24   | Джон Кеннеди                 | [ 19 ] |
| 2  |             | Томас Пэйн           | 21 марта 1969 — 15 сентября 1970                        | 164  | Линдон Джонсон Ричард Никсон | [ 8 ]  |
| 3  |             | Джордж Лоу           | 16 сентября 1970 — 26 апреля 1971                       | 222  | Ричард Никсон                | [ 20 ] |
| 4  |             | Алан Лавлейс         | 2 мая 1977 — 20 июня 1977 21 января 1981 — 10 июля 1981 | 220  | Джимми Картер Рональд Рейган | [ 21 ] |
| 5  |             | Уильям Грэхем        | 4 декабря 1985 — 11 мая 1986                            | 158  | Рональд Рейган               | [ 22 ] |
| 6  |             | Дейл Майерс          | 8 апреля 1989 — 13 мая 1989                             | 35   | Джордж Буш-старший           | [ 23 ] |
| 7  |             | Ричард Трули         | 14 мая 1989 — 30 июня 1989                              | 47   | Джордж Буш-старший           | [ 12 ] |
| 8  |             | Дэниел Мулвилль      | 19 ноября 2001 — 21 декабря 2001                        | 32   | Джордж Буш-младший           | [ 24 ] |
| 9  |             | Фредерик Дрю Грегори | 11 февраля 2005 — 14 апреля 2005                        | 62   | Джордж Буш-младший           | [ 25 ] |
| 10 |             | Кристофер Сколиз     | 20 января 2009 — 17 июля 2009                           | 178  | Барак Обама                  | [ 26 ] |
| 11 |             | Роберт Лайтфут       | 20 января 2017 — 23 апреля 2018                         | 458  | Дональд Трамп                | [ 27 ] |
| 12 |             | Стив Юрчик           | 20 января 2021 — 3 мая 2021                             | 103  | Джо Байден                   | [ 28 ] |
| 13 |             | Джанет Петро         | 20 января 2025 — 9 июля 2025                            | 170  | Дональд Трамп                | [ 29 ] |
| 14 |             | Шон Даффи            | с 9 июля 2025                                           | 30   | Дональд Трамп                | [ 2 ]  |

## Смена администратора
В случае смерти, ухода в отставку или других причин, исключающих выполнение своих обязанностей администратором и его заместителем, роль временно исполняющего обязанности администратора занимает лицо из высшего руководства NASA. В 2009 году Исполнительный офис президента США утвердил порядок, согласно которому временно исполняющими обязанности администратора становятся в следующем порядке:
- заместитель администратора NASA;
- помощник администратора NASA;
- руководитель аппарата NASA;
- директор Космического центра имени Линдона Джонсона;
- директор Космического центра имени Кеннеди;
- директор Центра космических полетов имени Маршалла.